# Dobra substytucyjne
Dobra substytucyjne – dobra i usługi, które dzięki podobnym cechom, funkcjom czy właściwościom zastępują się wzajemnie w zaspokajaniu określonej potrzeby. Dobro substytucyjne konkuruje z danym dobrem i może je zastępować. 
Nieformalnie, dobra substytucyjne, w przeciwieństwie do dóbr komplementarnych i niezależnych, w wyniku zmiany warunków mogą się wzajemnie zastępować w użytkowaniu (lub konsumpcji). Formalnie, dobro {\displaystyle x_{j}} jest substytutem dobra {\displaystyle x_{i},} wtedy, kiedy przy wzroście ceny {\displaystyle x_{i},} wzrasta popyt na dobro {\displaystyle x_{j}.} Niech pi będzie ceną dobra {\displaystyle x_{i}.} Wtedy {\displaystyle x_{j}} jest substytutem {\displaystyle x_{i},} jeśli:
{\displaystyle {\frac {xj}{pi}}>0.}
Przykładem są ziemniaki z różnych farm: jeśli cena ziemniaków z jednej farmy wzrasta, wtedy (przy innych czynnikach niezmienionych) mniej osób kupi ziemniaki na tej farmie; kupią oni ziemniaki z farmy, która ma niższe ceny. Inne przykłady dóbr substytucyjnych to między innymi: margaryna i masło, kawa i herbata, piwo i wino.
Wzrost ceny dobra (ceteris paribus) zwiększa popyt na substytut tego dobra. Natomiast spadek jego ceny zmniejsza popyt na jego substytut. Bardziej formalnie, związek między wielkościami popytu określa czy dobro jest klasyfikowane jako substytucyjne czy komplementarne. Substytut to dobro o dodatniej krzywej elastyczności cenowej popytu. To oznacza, że jeśli dobro {\displaystyle x_{j}} jest substytutem dla dobra {\displaystyle x_{i},} wzrost ceny {\displaystyle x_{i}} powoduje ruch w lewo wzdłuż krzywej popytu na dobro {\displaystyle x_{i}} i przesuwa krzywą popytu {\displaystyle x_{j}} na zewnątrz. Spadek ceny {\displaystyle x_{i}} powoduje przesunięcie w prawo wzdłuż krzywej popytu {\displaystyle x_{i}} i przesuwa krzywą popytu {\displaystyle x_{j}} do wewnątrz.

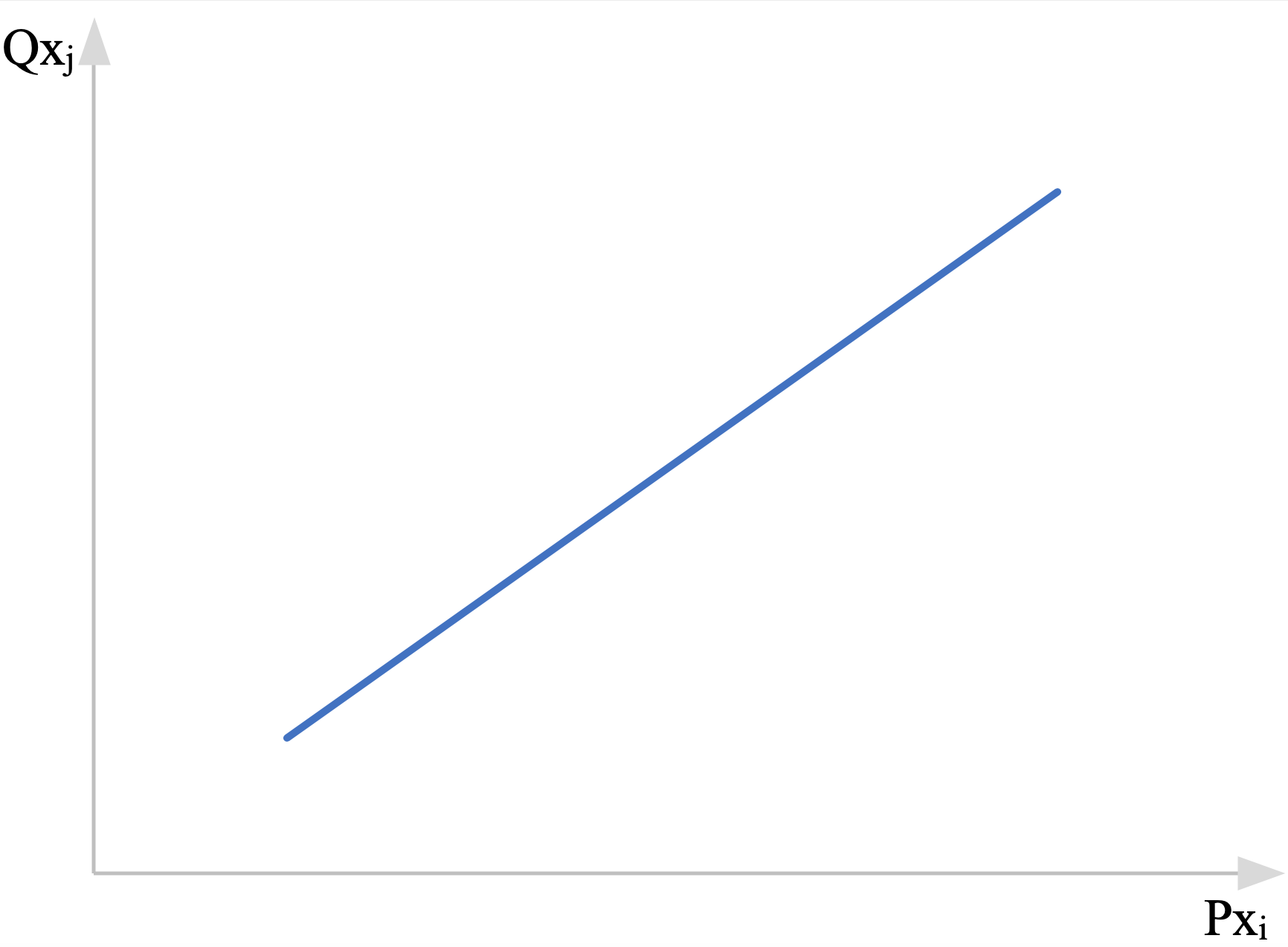
Substytutucyjność

## Typy substytucyjności

### Doskonałe i niedoskonałe substytuty
Jeśli dwa dobra są wysoce substytucyjne, zmiana popytu w związku ze zmianą cen jest większa niż kiedy są mniej substytucyjne. Na przykład wzrost ceny produktów jednej marki detergentów prawdopodobnie doprowadzi do znacznego zwiększenia popytu na detergenty innej marki, podczas gdy zmiana w cenie samochodów będzie miała dużo mniejszy wpływ na zmianę popytu na rowery.
Dobro jest doskonałym substytutem drugiego dobra, jeśli może ono być zużyte w dokładnie ten sam sposób. Użyteczność koszyka dwóch dóbr jest rosnącą funkcją sumy ilości każdego dobra. Teoretycznie, jeśli ceny dóbr doskonale substytucyjnych różniły by się, nie byłoby popytu na droższe dobro. Długopisy od różnych producentów mogą być postrzegane jako doskonałe substytuty. Kiedy rośnie cena jednej marki długopisu, należy się spodziewać, że konsumenci będą substytuować je produktami innego producenta w skali 1:1. Całkowita liczba zakupionych długopisów nie zmieni się. Co oznacza, że substytuty doskonałe mają liniową funkcję użyteczności i stałą krańcową stopę substytucji.
Substytuty niedoskonałe są zastępowane w mniejszym stopniu, zatem wzdłuż krzywej obojętności konsumenta wykazują zmienną krańcową stopę substytucji. Wszystkie punkty na tej samej krzywej obojętności wykazują tą samą użyteczność, ale wielkość wymiany jednego dobra na drugie zależy od punktu wyjścia substytucji. Przykładem są napoje cola. Kiedy zwiększy się cena Coca-Coli, należy się spodziewać, że konsument będzie ją substytuował Pepsi. Jednak, wielu konsumentów woli jedną markę coli od drugiej. Konsument, który preferuje jedną markę nad drugą, nie będzie wymieniał ich w skali 1:1. Najprawdopodobniej, konsument, który woli Coca-Colę będzie skłonny do zamiany większej ilości Pepsi za mniejszą ilość Coca-Coli.
Stopień substytucyjności zależy od tego jak precyzyjnie dane dobro jest zdefiniowane. Na przykład różne typy płatków śniadaniowych generalnie są swoimi substytutami, ale płatki Cini Minis, które są szczegółowo zdefiniowanym dobrem, porównując ogólnie z płatkami śniadaniowymi, mają mniej lub nawet nie mają żadnych doskonałych substytutów.

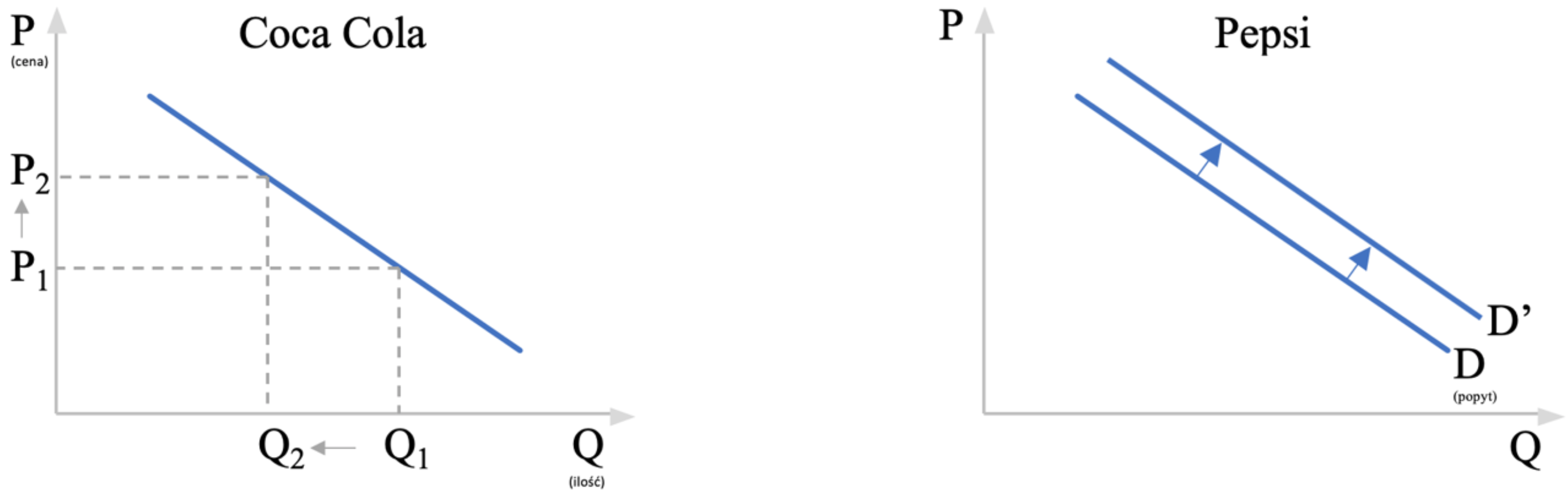

### Substytuty brutto i netto
Ekonomiści rozróżniają substytuty brutto i netto. Dobra nazywamy substytutami brutto, kiedy wzrost ceny jednego z nich skutkuje w zwiększeniu popytu na drugie. Na przykład kiedy wzrośnie cena kawy, można się spodziewać wzrostu zapotrzebowania na herbatę. Definicja sugeruje, że każdy substytut jest substytutem brutto, jednak obecność efektu dochodowego może spowodować paradoksalne wyniki, że dane dobra są substytutami niezależnymi.

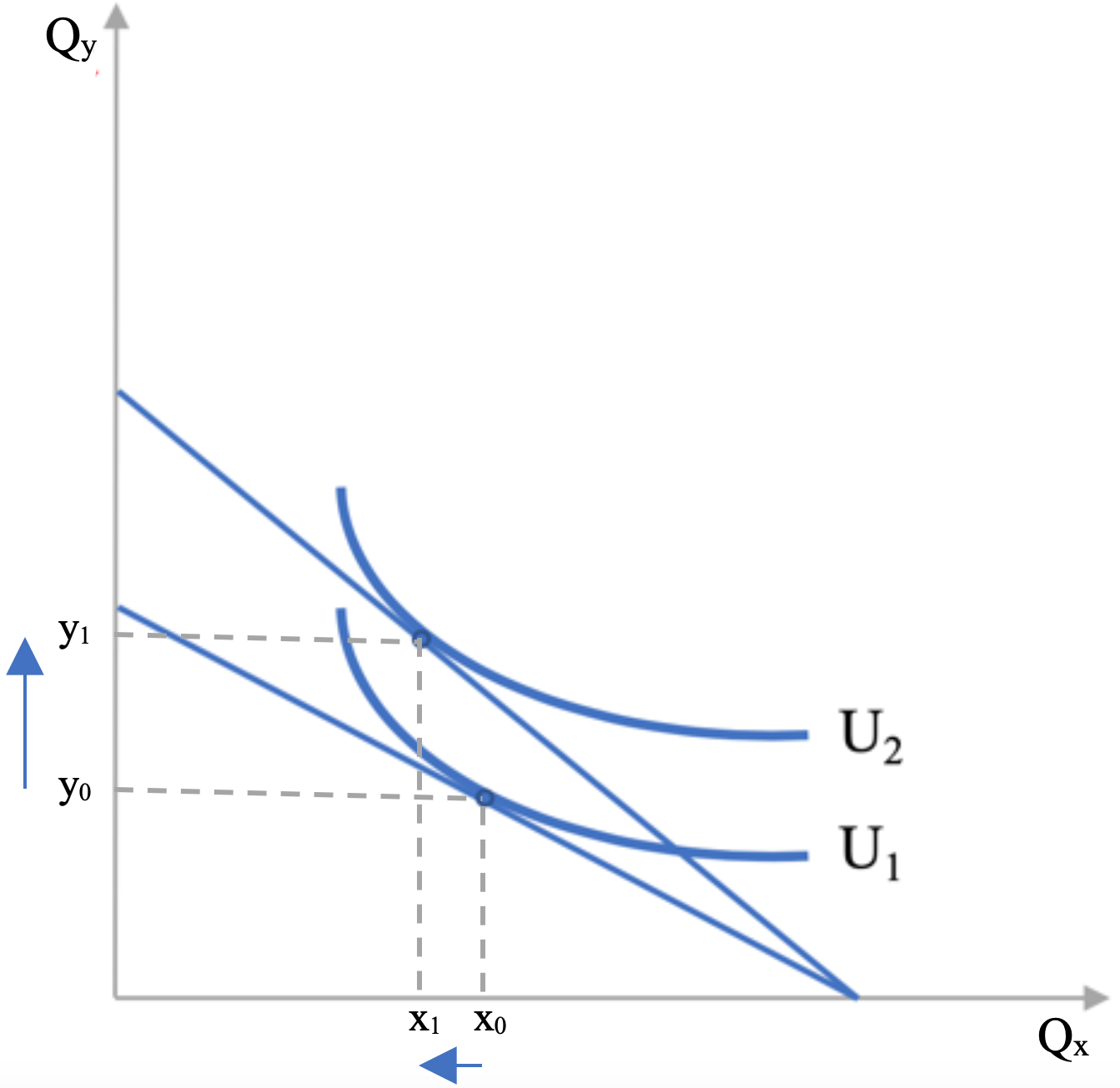

Z kolei substytucyjność netto skupia się tylko na efekcie substytucyjnym.
Dobro {\displaystyle x_{i}} oraz {\displaystyle x_{j}} są substytutami netto, jeśli:
{\displaystyle {\frac {dxi}{dpj}}|u=\mathrm {const} >0.}
Ta definicja jest perfekcyjnie symetryczna:
{\displaystyle {\frac {dxj}{pi}}|u=\mathrm {const} ={\frac {dxi}{pj}}|u=\mathrm {const} .}

### Substytuty śródkategroryczne i międzykategroryczne
Substytuty różnią się od siebie ze względu na przynależność do kategorii. Substytuty śródkategoryczne są dobrami należącymi do tej samej taksonomicznej kategorii, dzielącej wspólne cechy (np. czekolady, krzesła, samochody kombi). Substytuty międzykategoryczne to dobra będące członkami różnych kategorii taksometrycznych, ale pozwalających osiągnąć te same cele. Na przykład osoba, która ma ochotę na czekoladę, ale nie mogąca jej nabyć, może kupić lody, aby zaspokoić potrzebę zjedzenia deseru.
Ludzie wykazują ścisłe preferencje substytutów śródkategorycznych względem międzykategorycznych. Przeprowadzono badanie udowadniające to stwierdzenie-konsumenci mając do wyboru 10 różnych potraw, w 79,7% wierzyło, że śródkategoryczne substytuty będą lepiej zaspakajały ich pragnienie na daną potrawę niż międzykategoryczne substytuty. Na przykład nie mogąc nabyć upragnionej czekolady Milka, większość osób wolałoby zjeść czekoladę innej firmy (śródkategoryczny substytut) niż batonik musli z kawałkami czekolady (międzykategoryczny substytut).

### Dobra o popycie jednostkowym
Dobra o popycie jednostkowym to kategoria dóbr, w której konsument chce tylko jedno z nich. Jeśli konsument ma dwie jednostki tego dobra, wtedy jego użyteczność wynosi tyle co maksymalna z użyteczności tylko jednego z tych dóbr. Na przykład rozważmy konsumenta, który potrzebuje środek transportu, który może być albo samochodem, albo rowerem. Konsument preferuje samochód nad rowerem. Jeśli ma oba, wtedy używa tylko samochodu. Dobra o popycie jednostkowym są zawsze substytutami

## Substytucyjność a struktura rynku
Jednym z wymagań dla konkurencji doskonałej jest to, że dobra konkurencyjnych firm powinny być doskonałymi substytutami. Kiedy ten warunek nie jest spełniony, wtedy rynek charakteryzuje się różnicowaniem produktów.
Wiele rynków powszechnie używanych dóbr cechuje to, że dobra te są doskonale substytucyjne, ale wprowadzane na rynek pod innymi markami, stan ten nazywamy konkurencją monopolistyczną. Przykładem są lekarstwa- jedno marki Ibuprom, drugie marki Ibum. Dobra te posiadają tę samą substancję czynną, ale opakowanie jest inne. Ze względu na to, że są takie same, jedyna różnica między nimi to fakt, że sprzedawane są po innej cenie i są inaczej oznakowane. Ich producenci polegają przede wszystkim na cenie i efektywnej sprzedaży. Konsument zazwyczaj przy wyborze kieruje się ceną. Chcąc zachować konkurencyjność, drożsi producenci polegają na poczuciu ekskluzywności stworzonym przez logo. Innymi przykładami dóbr na rynku konkurencji monopolistycznej są benzyna (paliwo), mleko, łącza internetowe (usługi dostaw Internetu), elektryczność, telefonia czy bilety lotnicze.
Doskonała substytucyjność jest znacząca w erze deregulacji, ponieważ przeważnie na rynku jest wielu konkurujących dostawców (np.: usługi transportowe), sprzedających to samo dobro. Skutkuje to zazwyczaj w agresywnej konkurencji cenowej pomiędzy sprzedawcami.